# Johann-Sebastian-Bach-Kirche (Arnstadt)

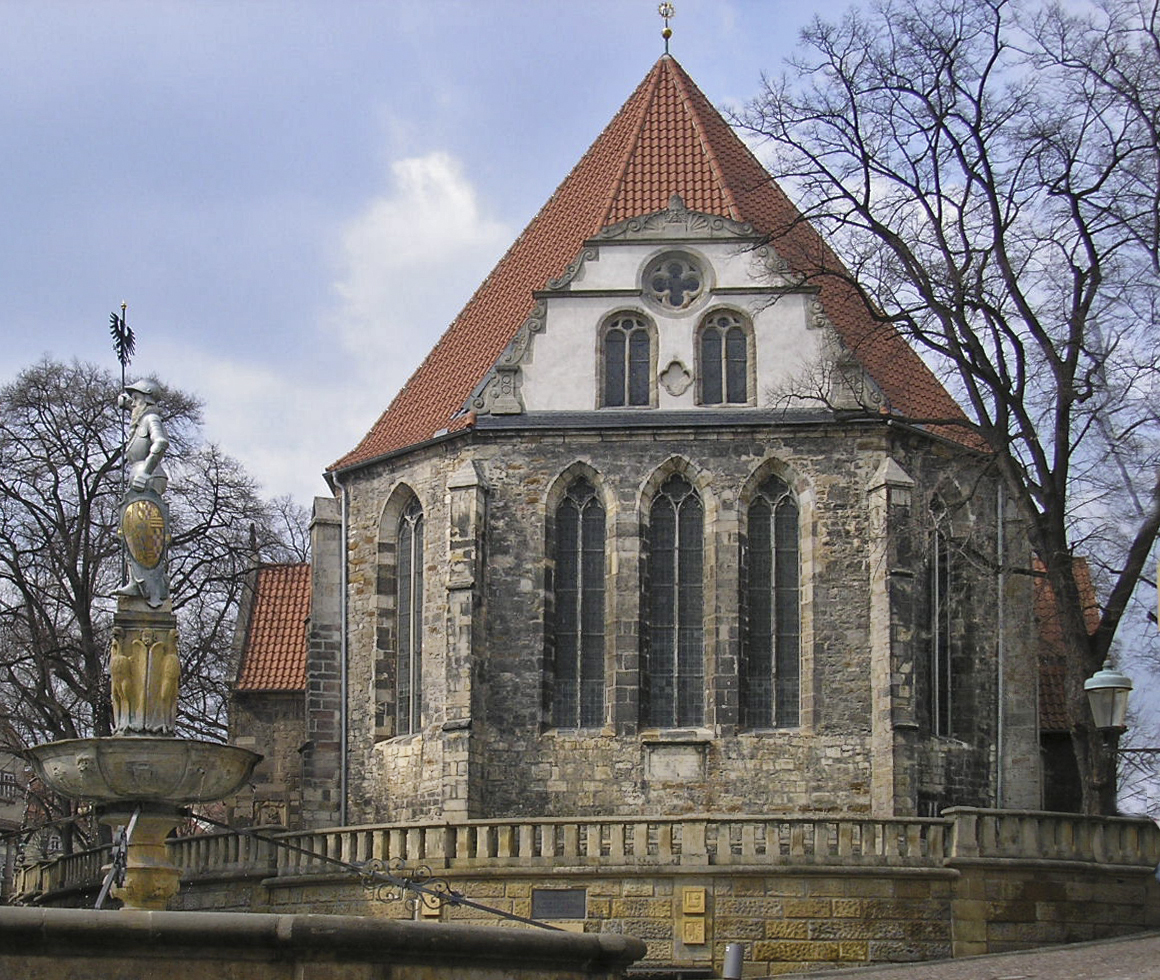
Bachkirche in Arnstadt

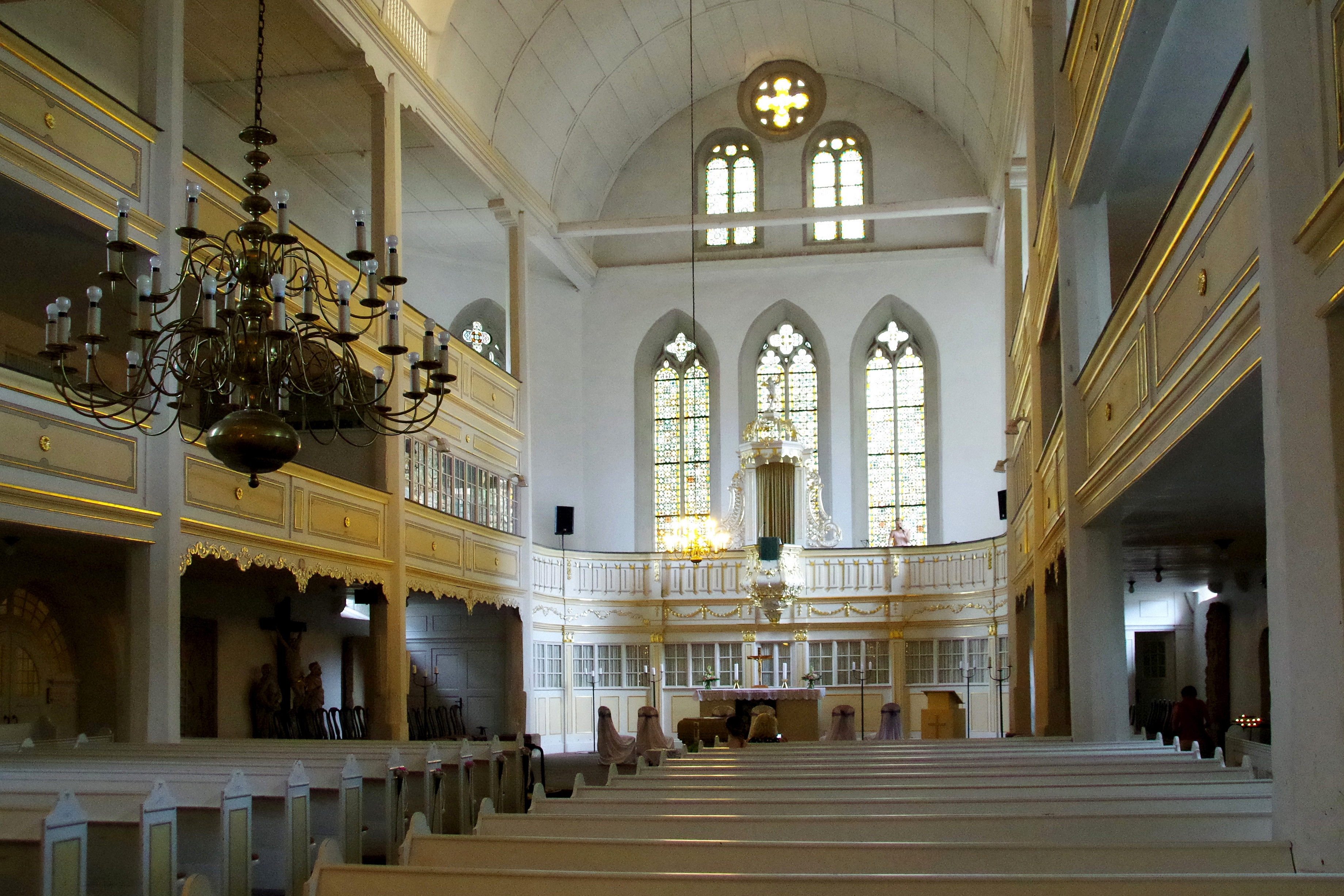
Innenraum der Bachkirche

Die Johann-Sebastian-Bach-Kirche ist eine evangelische Kirche der Stadt Arnstadt in Thüringen.

## Geschichte
Die „Neue Kirche“ wurde 1676–1683 auf den Fundamentresten der 1581 abgebrannten St.-Bonifatius-Kirche als barocker Saalbau mit umlaufender, dreigeschossiger Empore errichtet.
Von 1703 bis 1707 hatte Johann Sebastian Bach hier seine erste Organistenstelle inne, gefolgt von seinem Cousin Johann Ernst Bach bis 1728.
1935 wurde die „Neue Kirche“ zum 250. Geburtstag des berühmten Musikers in „Johann-Sebastian-Bach-Kirche“ umbenannt.

## Orgeln

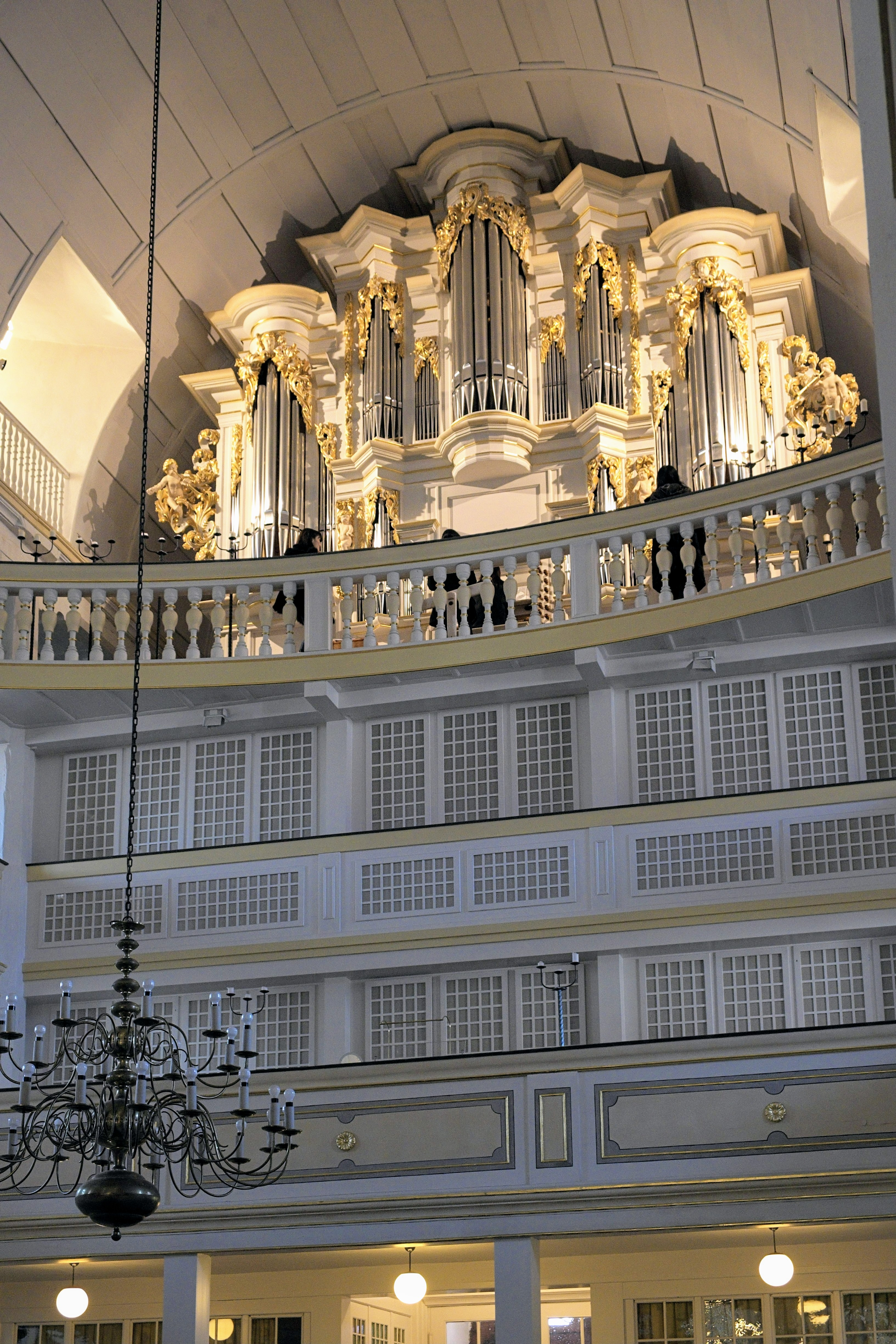
Emporen, mit Wender-Orgel (oben) und Steinmeyer-Orgel auf den unteren beiden Emporen

Die Bachkirche verfügt über zwei bedeutende Orgeln: die Wender-Orgel von 1703 und die Steinmeyer-Orgel von 1913. Auf Initiative von KMD Gottfried Preller, 1981–2013 Organist an der Bachkirche, wurden beide Instrumente 1997 bis Ende 1999 durch die Orgelbauwerkstatt Otto Hoffmann aus Ostheim/Rhön unter Leitung von Orgelbaumeister Horst und Günter Hoffmann restauriert (Steinmeyer-Orgel) beziehungsweise rekonstruiert (Wender-Orgel) und am 16. Januar 2000 anlässlich der Eröffnung des Bach-Jahres neu geweiht. In der Wender-Orgel sind noch 320 originale Pfeifen von insgesamt 1252 = 25,6 % wiederverwendet. Beide Orgeln sind ein „Zeugnis von alter und neuer Orgelbaumeisterschaft, von großem Einsatz für ihren Fortbestand und für die reiche Orgeltradition Mitteldeutschlands.“

### Wender-Orgel
Von 1699 bis 1703 baute Johann Friedrich Wender auf der dritten Empore eine Orgel mit zwei Manualen und 21 Registern. Im Juni 1703 hat der 18-jährige Johann Sebastian Bach die Orgel geprüft und abgenommen. Er hat solch einen Eindruck hinterlassen, dass er gleich als Organist verpflichtet wurde. Nach dem Vertrag von 1699 verfügte das Instrument über folgende Disposition (in Klammern ist jeweils die Zahl der original erhaltenen Pfeifen angegeben):
| I Brustpositiv CD–c3 |                   |      |      |
| 1.                   | Stillgedacktes    | 8′ 0 | (44) |
| 2.                   | Principal         | 4′   | (1)  |
| 3.                   | Spitzflöte        | 4′   |      |
| 4.                   | Nachthorn         | 4′   | (27) |
| 5.                   | Quinta            | 3′   | (1)  |
| 6.                   | Sesquialtera II 0 |      | (2)  |
| 7.                   | Mixtur III        | 1′   | (18) |

| II Hauptwerk CD–c3 |                     |      |      |
| 8.                 | Principal           | 8′   | (1)  |
| 9.                 | Viola di Gamba      | 8′   | (42) |
| 10.                | Quinta dena         | 8′   | (26) |
| 11.                | Grobgedacktes       | 8′   | (46) |
| 12.                | Gemshorn            | 8′   | (39) |
| 13.                | Offene Quinta       | 6′   | (1)  |
| 14.                | Octava              | 4′   | (46) |
| 15.                | Mixtur IV           | 2′   | (18) |
| 16.                | Cymbel II 0         | 1′ 0 | (8)  |
| 17.                | Trompete            | 8′   |      |
|                    | Cymbelstern (C-Dur) |      |      |
|                    | Cymbelstern (G-Dur) |      |      |

| Pedalwerk CD–c1d1 |                |     |
| 18.               | Sub Baß        | 16′ |
| 19.               | Principal Baß  | 08′ |
| 20.               | Posaunen Baß 0 | 16′ |
| 21.               | Cornet Baß     | 02′ |

- Koppeln: I/II (Schiebekoppel), II/P
- Spielhilfen: Tremulant (ganze Orgel)
- Stimmung: Tonhöhe 465 Hz, wohltemperiert

Die Windversorgung erfolgt über 4 Keilbälge mit Trethebeln, die in einem sog. „Balghaus“ über der Orgel untergebracht sind.
Obwohl die Bedeutung dieser Orgel als Denkmal nie in Vergessenheit geriet, blieb sie nicht von diversen Umbauten verschont.
Von der Orgel wurde 2004 eine Replik in der Kirche in Pontaumur, Auvergne aufgestellt, die auch für das Bachfestival der Region Auvergne-Rhône-Alpes genutzt wird.

### Steinmeyer-Orgel
1913 baute Orgelbau Steinmeyer aus Oettingen auf der zweiten Empore ein neues Werk (Opus 1185) mit 55 Registern auf drei Manualwerken und Pedal. Das Instrument hatte pneumatische Spiel- und Registertrakturen. Sechs Register der Wender-Orgel wurden damals beibehalten und ihre Mensuren im Bass erweitert. 1938 wurde die Orgel von der zweiten auf die erste Empore versetzt. Die Prospektfront der Wender-Orgel blieb weitgehend erhalten.
In den Jahren 1998/1999 wurde das Instrument in der Orgelbauwerkstatt Hoffmann in Ostheim grundlegend restauriert und zwischenzeitliche Veränderungen weitgehend auf den Stand von 1913 zurückgeführt. Das gesamte Pfeifenwerk wurde überarbeitet; die Wender-Register, die in die Bach-Orgel zurückgeführt wurden, wurden rekonstruiert. Sämtliche Zungenstimmen (mit Ausnahme der Posaune 16') wurden erneuert. Außerdem wurden die Windladen gründlich überarbeitet, die Belederungen der Taschenventile und der Registerbälge erneuert, alle Relais überarbeitet, der Magazinbalg neu beledert und die Windkanäle mit Stoßfängern ausgestattet. Das Schwellwerk wurde mit einem Tremulanten ausgestattet.
Der Einbau der neuen 3. Empore für die Wender-Orgel erforderte  eine Neuaufstellung des Werkes zwischen der 1. und 3. Westempore. Die Unterseite der 3. Empore wurde mit Schallreflexionsplatten verkleidet, um eine optimale Klangabstrahlung in den Raum zu erreichen. Die Prospektfront übernahm die Emporengliederung und wurde mit stoffbespannten Gitterfüllungen ausgestattet. Der elektrische Spieltisch fand seinen Platz direkt hinter der Emporenbrüstung. Bedingt durch die geänderte bauliche Situation auf der Empore musste bis zur 1. Relaisstation der Werke eine elektrische Verbindung gebaut werden. Die Spieltraktur von den Relais zu den Windladen blieb pneumatisch. Das Pfeifenwerk wurde gleichstufig bei 440 Hz gestimmt. Die romantische Klangpalette reicht vom zartesten Pianissimo bis zum raumfüllenden Forte.
| I Hauptwerk C–a3 |                  |         |
| 01.              | Bordun           | 16′     |
| 02.              | Principal        | 08′     |
| 03.              | Viola di Gamba 0 | 08′     |
| 04.              | Gemshorn         | 08′     |
| 05.              | Schweizerflöte   | 08′     |
| 06.              | Bordun           | 08′     |
| 07.              | Rohrflöte        | 08′     |
| 08.              | Hohlflöte        | 08′     |
| 09.              | Quintflöte       | 05 1⁄3′ |
| 10.              | Oktave           | 04′     |
| 11.              | Fugara           | 04′     |
| 12.              | Rohrflöte        | 04′     |
| 13.              | Quinte           | 02 ⁄3′  |
| 14.              | Oktave           | 02′     |
| 15.              | Cornett V        | 08′     |
| 16.              | Mixtur V         | 02′     |
| 17.              | Cymbel III       | 01′     |
| 18.              | Trompete         | 08′     |

| II Manual C–a3 |                   |        |
| 19.            | Quintatön         | 16′    |
| 20.            | Principal         | 08′    |
| 21.            | Spitzflöte        | 08′    |
| 22.            | Quintatön         | 08′    |
| 23.            | Viola d’amour     | 08′    |
| 24.            | Gedackt           | 08′    |
| 25.            | Flauto traverso   | 08′    |
| 26.            | Oktave            | 04′    |
| 27.            | Spitzflöte        | 04′    |
| 28.            | Viola             | 04′    |
| 29.            | Rauschquinte II 0 | 02 ⁄3′ |
| 30.            | Mixtur V          | 02′    |
| 31.            | Klarinette        | 08′    |

| III Schwellwerk C–a3 |                            |        |
| 32.                  | Lieblich Gedackt           | 16′    |
| 33.                  | Geigenprincipal            | 08′    |
| 34.                  | Lieblich Gedackt           | 08′    |
| 35.                  | Flauto piano               | 08′    |
| 36.                  | Hessiana                   | 08′    |
| 37.                  | Salicional                 | 08′    |
| 38.                  | Vox coelestis              | 08′    |
| 39.                  | Geigenprincipal            | 04′    |
| 40.                  | Nachthorn                  | 04′    |
| 41.                  | Flauto dolce               | 04′    |
| 42.                  | Geigenprincipal            | 02′    |
| 43.                  | Sesquialter II             | 02 ⁄3′ |
| 44.                  | Progressivharmon. III–VI 0 | 02′    |
| 45.                  | Oboe                       | 08′    |
|                      | Tremulant                  |        |

| Pedal C–f1 |               |         |
| 46.        | Principal     | 16′     |
| 47.        | Violon        | 16′     |
| 48.        | Subbaß        | 16′     |
| 49.        | Quintbaß      | 10 2⁄3′ |
| 50.        | Principal     | 08′     |
| 51.        | Violoncello 0 | 08′     |
| 52.        | Gedackt       | 08′     |
| 53.        | Oktave        | 04′     |
| 54.        | Posaune       | 16′     |
| 55.        | Trompete      | 08′     |

- Koppeln: II/I, III/I, III/II, I/P, II/P, III/P
- Spielhilfen: 4.000 Setzerkombinationen